# Kuuskari (ö i Egentliga Finland, Nystadsregionen, lat 60,54, long 21,20)
Kuuskari är en ö i Finland. Den ligger i Skärgårdshavet och i kommunen Gustavs i den ekonomiska regionen  Nystadsregionen i landskapet Egentliga Finland, i den sydvästra delen av landet. Ön ligger omkring 58 kilometer väster om Åbo och omkring 210 kilometer väster om Helsingfors.
Öns area är 1,7 hektar och dess största längd är 190 meter i nord-sydlig riktning.